# Mordechai Gazit
Mordechai Gazit (hébreu : מרדכי גזית), né le 5 septembre 1922 et décédé le 29 mai 2016 était un diplomate israélien. Il a été conseiller du Premier ministre israélien Golda Meir, ambassadeur d'Israël en France et directeur général du ministère israélien des Affaires étrangères.

## Biographie
Mordechai Weinstein (plus tard Gazit) est né à Constantinople, en Turquie, dans une famille de juifs ukrainiens. Son jeune frère était Shlomo Gazit. La famille a immigré en Palestine quand il était enfant.
À l'âge de quatorze ans, il rejoint la Haganah, et termine une formation d'officier en 1943. En 1946, il est choisi pour participer à la première promotion de l'Institut des hautes études, une école diplomatique mise en place par l'Agence juive pour former une génération de diplomates professionnels pour le futur État juif.
Gazit a obtenu une maîtrise en archéologie de l'Université hébraïque de Jérusalem.

## Carrière militaire
Pendant la guerre civile de 1947-48 en Palestine mandataire, Gazit a commandé une unité de la Haganah qui fut envoyée pour tenir Al-Qastal après sa capture par les commandos du Palmach le 3 avril 1948. Au cours d'une accalmie dans les combats, une sentinelle de la Haganah sous le commandement de Gazit a tiré et tué Abd al-Qadir al-Husseini, le commandant de l'armée de la guerre sainte. Gazit a personnellement examiné le corps et a pris ses papiers. Bien que l'unité Haganah de Gazit ait ensuite été chassée de Kastel par une contre-attaque arabe, la mort de Husayni a eu un effet dévastateur sur le moral des Arabes. Il a participé à la guerre israélo-arabe de 1948 en tant qu'officier du renseignement et commandant de compagnie dans la brigade Etzioni, participant aux combats à la région de Jérusalem. Il a dirigé une opération de réapprovisionnement du quartier juif assiégé dans la vieille ville de Jérusalem et a été gravement blessé au cours des combats.

## Carrière diplomatique
En 1949, il rejoignit le ministère israélien des Affaires étrangères et est nommé secrétaire à l'ambassade d'Israël à Londres. Il a ensuite servi à Rangoon et a occupé divers postes de direction au sein du ministère israélien des Affaires étrangères. Il a été directeur général adjoint du ministère de l'Intégration et de l'Alya de 1969 à 1970 et ambassadeur en France de 1976 à 1979.
Gazit a rejeté l'argument selon lequel Israël aurait manqué l'occasion de faire la paix avec l'Égypte entre 1970 et 1973 après qu'Anouar Sadate est devenu président de l'Égypte. Il a également rejeté l'affirmation selon laquelle le roi Hussein de Jordanie avait prévenu Meir de l'imminence d'une attaque arabe contre Israël en 1973.

## Publications
- (en) The Peace Process 1969-1973: Efforts and Contacts, Jérusalem, The Magnes Press, 1983, 155 p. (ISBN 9789993386834).
- (en) « The Genesis of the US-Israeli Military-Strategic Relationship and the Dimona Issue », Journal of Contemporary History, vol. 35, no 3,‎ juillet 2000, p. 413–422 (lire en ligne ).
- (en) Israeli Diplomacy and the Quest for Peace, Frank Cass, 2002, 260 p. (ISBN 9780714652337).